# Olmeneta
Olmeneta là một đô thị ở tỉnh Cremona, vùng Lombardia của Italia, có vị trí cách khoảng 70 km về phía đông nam của Milan và khoảng 11 km về phía bắc của Cremona. Tính đến năm 2001, đô thị này có dân số 919 người và diện tích là 9,2 km².
Olmeneta giáp các đô thị: Casalbuttano ed Uniti, Castelverde, Corte de' Cortesi con Cignone, Pozzaglio ed Uniti, Robecco d'Oglio.